# Pentalagus furnessi
Il coniglio di Amami (Pentalagus furnessi (Stone, 1900); in giapponese 奄美野黒兔?, Amamino kuro usagi, lett. «coniglio nero selvatico di Amami»), noto anche come coniglio delle Ryukyu, è un coniglio primitivo dal manto scuro presente unicamente ad Amami Ōshima e a Toku-no-Shima, due piccole isole situate tra l'estremità meridionale di Kyūshū e Okinawa nella prefettura di Kagoshima (ma in effetti molto più vicine a Okinawa) in Giappone. Spesso considerato un fossile vivente, il coniglio di Amami è l'ultimo rappresentante rimasto di un'antica linea evolutiva di conigli diffusa un tempo nel continente asiatico, ormai estinta altrove e sopravvissuta soltanto su queste due piccole isolette giapponesi.

## Descrizione

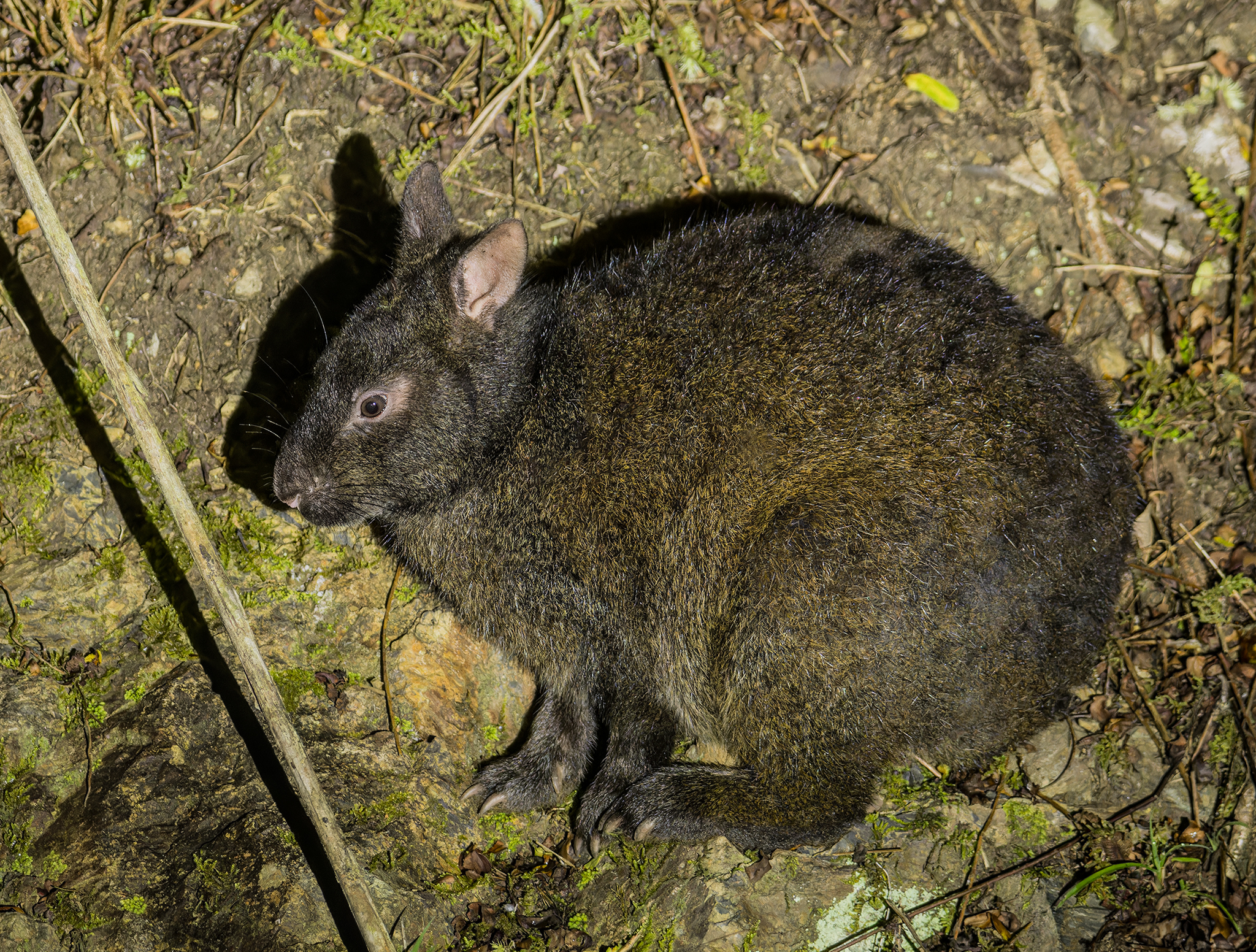
Coniglio di Amami

Il coniglio di Amami è caratterizzato da piedi e zampe posteriori brevi, corpo relativamente tozzo e unghie piuttosto grandi e ricurve usate per scavare e, talvolta, arrampicarsi. Le orecchie sono notevolmente più piccole rispetto a quelle di altre specie di lepri o conigli. Il manto è spesso, lanoso e scuro: marrone sulle parti superiori, si fa sempre più bruno-rossastro sui fianchi. Le unghie, robuste, lunghe e molto forti, sono quasi diritte sulle zampe anteriori e ricurve su quelle posteriori. Anche gli occhi sono piccoli se paragonati a quelli delle specie più comuni di conigli e lepri. Il peso medio si aggira sui 2,5-2,8 kg.

## Distribuzione e habitat

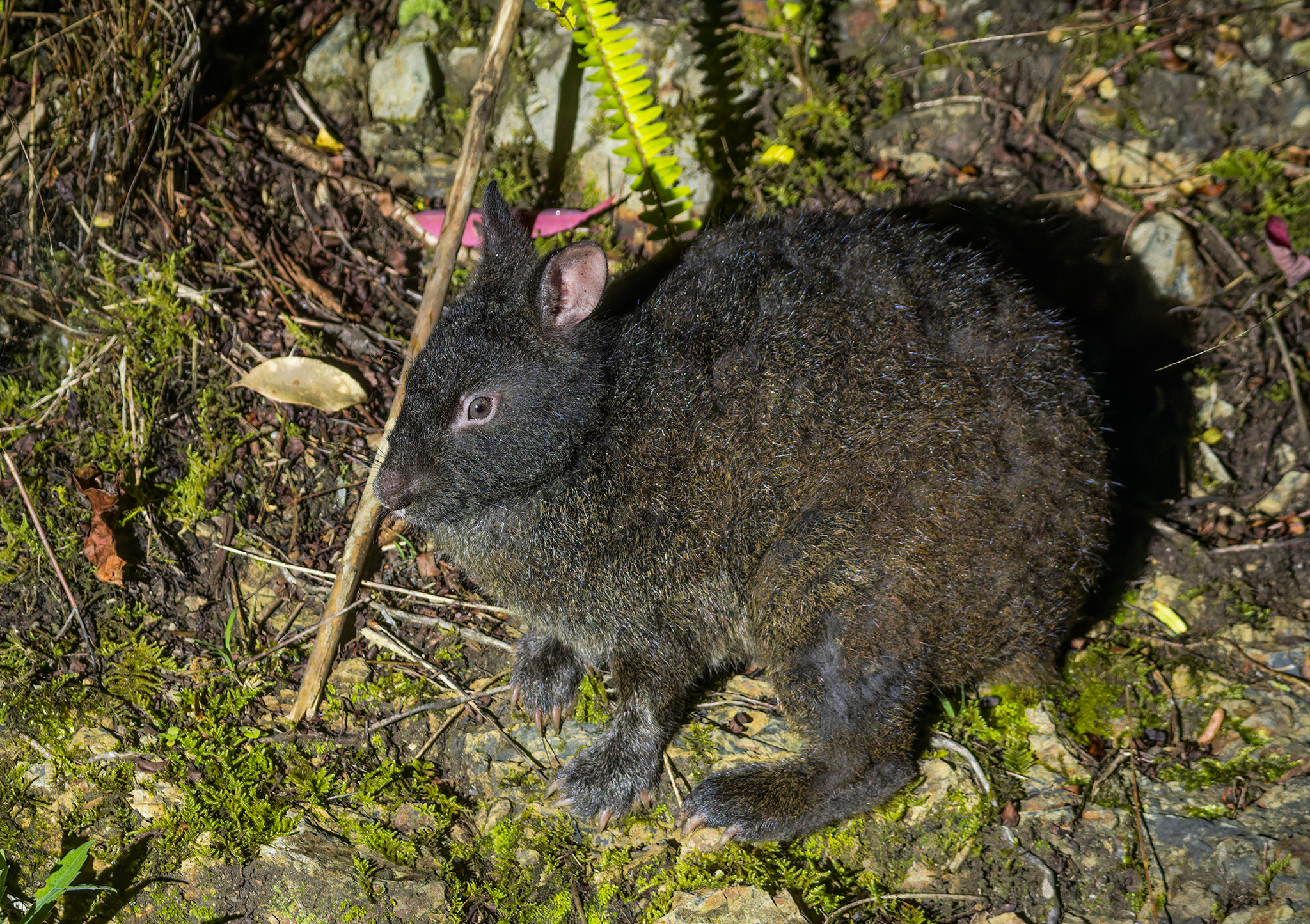
Pentalagus furnessi

L'habitat ideale per questo coniglio è costituito da un'area mista tra foresta primaria e secondaria. Esso sfrutta infatti le foreste primarie per trovare protezione e, grazie alla presenza di miscanto cinese in estate e di ghiande in inverno, nutrimento. Tuttavia, a fini alimentari, approfitta anche dell'elevata densità di piante erbacee perenni che ricoprono il suolo delle foreste secondarie durante differenti periodi dell'anno. Tuttavia, l'habitat ottimale per questa specie è costituito da una zona in cui abbia facile accesso ad entrambi i tipi di foresta, primaria e secondaria, senza alcun ostacolo tra essi.
Grazie alla conta delle pallottole fecali e all'osservazione diretta, è stato stimato che rimangano 2000-4800 esemplari ad Amami e 120-300 a Tokuno.

## Biologia

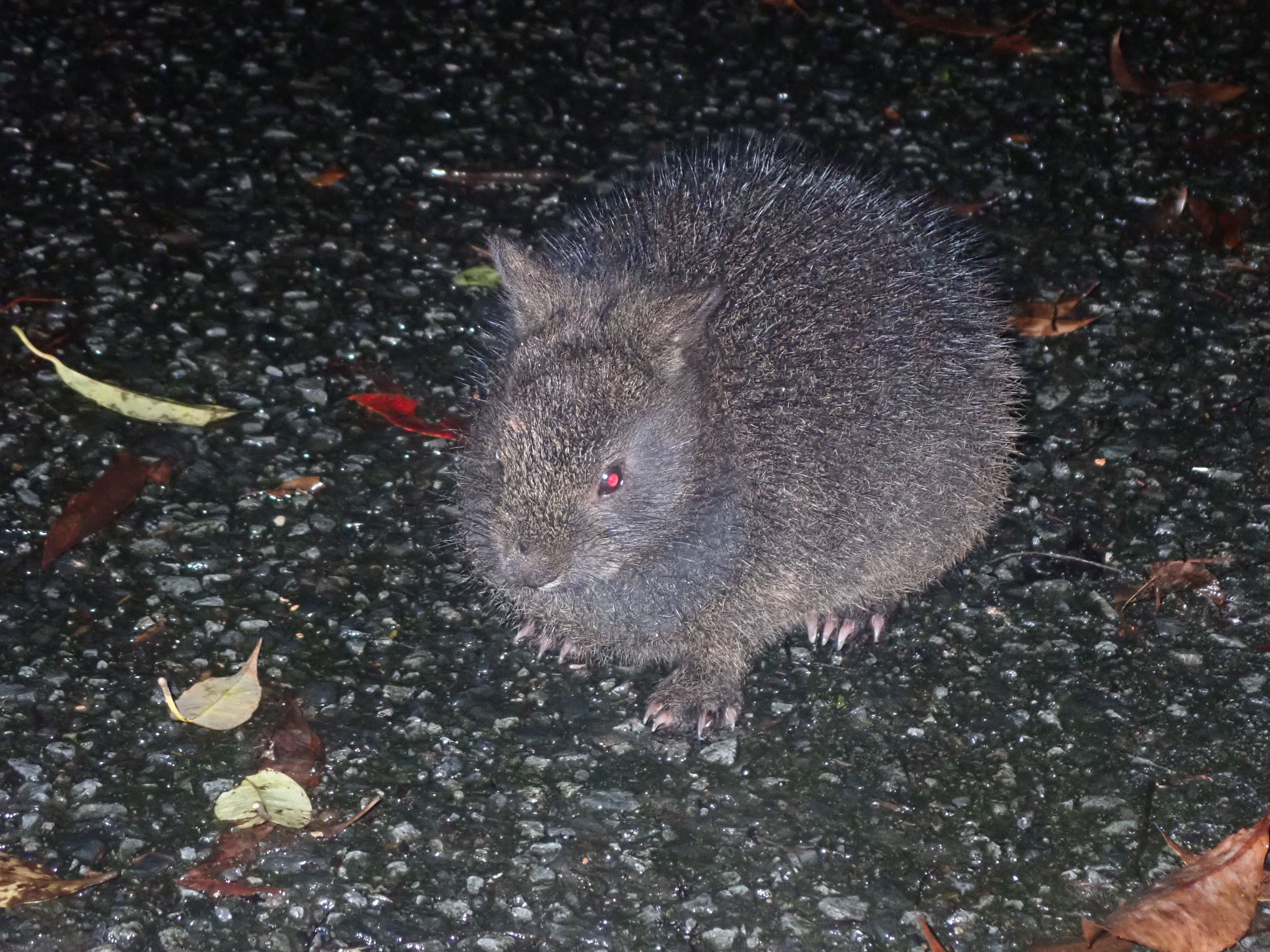
Esemplare di Amami Ōshima

Il coniglio di Amami è un abitante notturno delle foreste che si riproduce due volte all'anno, tra fine marzo e maggio e tra settembre e dicembre, dando alla luce uno o due piccoli per volta. Durante il giorno, la madre scava una cavità nel terreno per nascondere i suoi piccoli. Di notte, dissotterra l'entrata del rifugio, facendo attenzione alla presenza di possibili predatori (ad esempio serpenti velenosi), e allatta i piccoli, per poi richiudere nuovamente l'ingresso della tana con terra e sostanze vegetali pressate con le zampe anteriori. Questi animali dormono durante il giorno in luoghi ben nascosti, quali caverne. Emettono un richiamo simile a quello di un pika.

### Alimentazione
Il coniglio di Amami si nutre di oltre 30 specie di piante, tra cui 17 specie di arbusti e 12 specie di piante erbacee, mangiando soprattutto virgulti, giovani germogli e ghiande. Mangia anche le noci e il cambio di un'ampia varietà di specie di piante. È stato visto che questa specie mangia inoltre la corteccia che ricopre il fusto delle giovani piante e le gemme di alcune specie di arbusti. Durante l'estate il coniglio di Amami si nutre soprattutto di miscanto cinese, mentre in inverno la sua dieta è composta principalmente dalle ghiande degli alberi di Lithocarpus.

## Rapporti con l'uomo

### Minacce
Prima del 1921, la caccia e la cattura di esemplari vivi costituirono una delle principali cause della diminuzione del numero di esemplari. Tuttavia, nel 1921, il Giappone dichiarò il coniglio di Amami «monumento naturale» e le uccisioni vennero di conseguenza vietate. Anni dopo, nel 1963, il suo status passò a «monumento naturale speciale», e così fu interdetta anche la cattura di esemplari vivi.
La distruzione dell'habitat, in particolare l'abbattimento delle foreste per ricavare legname e creare terreni agricoli e aree residenziali, costituisce oggi la maggiore limitazione all'aumento della popolazione di questi animali. Dal momento che essi prediligono un habitat comprendente sia foreste primarie che secondarie, non prosperano né nelle aree ricoperte da foreste vergini, né in quelle dove si trovano solamente foreste di seconda ricrescita. Attualmente sono all'opera progetti per costruire campi da golf e resort all'interno dell'habitat dei conigli: nonostante possa sembrare paradossale, questo è consentito dalla legge, in quanto i progetti prevedono «solamente» la modifica dell'ambiente in cui i conigli vivono, non l'uccisione o la cattura deliberata di esemplari.
Il coniglio di Amami deve inoltre fronteggiare la terribile minaccia causata dai predatori invasivi, una delle principali cause del suo declino. Sull'isola di Amami è stata infatti introdotta la mangusta di Giava (Herpestes javanicus) con lo scopo di tenere sotto controllo la popolazione dei serpenti velenosi locali, ma da allora il suo numero è aumentato drammaticamente. Questa mangusta, assieme a gatti e cani randagi, è responsabile dell'uccisione di un gran numero di conigli.

### Conservazione
Nel luglio del 2008, i guardiaparco di Amami per la conservazione della natura ottennero, grazie ad una fototrappola, la foto di un gatto randagio che stava trasportando il cadavere di un coniglio (ossa e peli di coniglio erano già stati rinvenuti nelle deiezioni di gatti e cani): questo suscitò una polemica tra gli abitanti su quale fosse il modo migliore per tenere sotto controllo gli animali domestici. In una piccola zona dell'isola di Amami, appositamente per proteggere la popolazione di conigli, è stato istituito il parco quasi-nazionale di Amami Gunto. Sono stati inoltre fatti alcuni tentativi per ripristinare l'ambiente originario, ma, come abbiamo detto, il coniglio di Amami ha bisogno di un mosaico di foresta primaria e secondaria, e quando una foresta secondaria si trasformerà, con il tempo, in una foresta primaria, è probabile che la specie non vi abiterà. È in corso inoltre la ricerca e il monitoraggio della popolazione per cercare di impedire la sua diminuzione, anche se questo non porta all'aumento degli esemplari.
Per il futuro si prevedono programmi di conservazione concernenti il ripristino degli habitat e il controllo della popolazione dei predatori. Un buon equilibrio tra foreste primarie e secondarie esiste ancora all'estremità meridionale di Amami, quindi quest'area dotrebbe essere protetta. Limitare gli abbattimenti degli alberi aiuterebbe anche a mantenere una maggiore estensione di foresta disponibile per i conigli, oltre ad evitare di disturbare ulteriormente l'ambiente circostante. Il divieto di costruire strade nella foresta utilizzate per il disboscamento e gli spostamenti proteggerebbe notevolmente il coniglio di Amami, in quanto esse causano la frammentazione della popolazione e degli habitat, distruggono il suo habitat principale e consentono ai predatori un più facile accesso al cuore delle foreste dove vive la maggior parte della popolazione di conigli. Il controllo della popolazione di manguste e cani e gatti randagi è un altro approccio che potrebbe aiutare la ripresa della popolazione di conigli. L'eradicamento delle manguste e dei gatti e cani randagi è un'operazione necessaria, così come un maggior controllo degli animali domestici da parte dei abitanti dell'isola.
Il Lagomorph Specialist Group dell'Unione Internazionale per la Conservazione della Natura propose un piano per la conservazione di questa specie già nel 1990. Ad Amami-Oshima, nel 1999, venne istituito da parte del Ministero dell'Ambiente il Centro per la Conservazione della Natura di Amami. Nel 2005, inoltre, è stato riavviato un programma di eradicazione delle manguste e nel 2004 il coniglio di Amami è stato inserito tra le specie in pericolo di estinzione del Giappone.